# Acacia delibrata
Acacia delibrata é uma espécie de leguminosa do gênero Acacia, pertencente à família Fabaceae.